# Sonsorolesische Sprache
Sonsorolesisch ist eine mikronesische Sprache, die auf dem zu Palau gehörenden administrativen Staat Sonsorol und den Nördlichen Marianen von ca. 600 Menschen als Muttersprache gesprochen wird, weltweit sprechen ca. 2.000 Menschen diese Sprache.

## Klassifikation und Dialekte
Über die Zugehörigkeit des Sonsorolesischen zum Trukischen Zweig der mikronesischen Sprachen, die wiederum zur Sprachfamilie der austronesischen Sprachen gehört, besteht Einigkeit. Weniger einhellig ist die Meinung bezüglich der Dialektgliederung. Die drei bewohnten Sonsorol-Inseln (Dongosaro, Pulo Anna und Merir) haben jeweils eine eigene Sprachvarietät. Von Arthur Capell wurde auch die im Gliedstaat Hatohobei südlich der Sonsorol-Inseln gesprochene Sprache Tobi als Dialekt des Sonsorol angesehen, was von einigen Forschern bestritten wird, da die sprachlichen Unterschiede recht deutlich sind.

## Phonetik und Phonologie

### Konsonanten
|                        | bilabial | bilabial | labio- dental | labio- dental | dental | dental | alveolar | alveolar | palatal | palatal | velar | velar |
| ---------------------- | -------- | -------- | ------------- | ------------- | ------ | ------ | -------- | -------- | ------- | ------- | ----- | ----- |
| stl.                   | sth.     | stl.     | sth.          | stl.          | sth.   | stl.   | sth.     | stl.     | sth.    | stl.    | sth.  |       |
| Plosive                | p        | b        |               |               | t̪      |        |          |          | c       |         | k     | g     |
| Frikative              |          |          | f             | v             | θ      | ð      | s        |          |         | ʝ       | x     | ɣ     |
| Nasale                 |          | m        |               |               |        |        |          | n        |         |         |       | ŋ     |
| Vibranten              |          |          |               |               |        |        |          | r        |         |         |       |       |
| Approximanten          |          | w        |               |               |        |        |          |          |         |         |       |       |
| laterale Approximanten |          |          |               |               |        |        |          |          |         | ʎˠ      |       |       |

Eine Besonderheit des Sonsorolesischen, die in allen drei Dialekten sowie in der nahe verwandten Sprache Ulithi, nicht aber im Tobi, auftritt, ist der Laut ʎˠ. Er wird als velarisierter, d. h. mit einer Verengung am Gaumensegel gesprochener, palataler Lateral oder auch als palato-velarer Lateral beschrieben. Im Tobi ist dieser Laut mit dem stimmhaften velaren Frikativ ɣ zusammengefallen.
Konsonanten können lang (also als Geminaten) und kurz auftreten.

### Vokale
Das Vokalsystem des Sonsorol umfasst die folgenden 14 Vokale.
|                  | vorne | zentral | zentral | hinten |
| ---------------- | ----- | ------- | ------- | ------ |
| ung.             | ung.  | ger.    | ger.    |        |
| geschlossen      | i     | (ɨ)     | ʉ       | u      |
| fast geschlossen | ɪ     |         |         | ʊ      |
| halbgeschlossen  | (e)   |         | ɵ       | (o)    |
| halboffen        | ɛ     |         | (ɞ)     | ɔ      |
| fast offen       | (æ)   |         |         |        |
| offen            | a     |         |         |        |

Einige der Vokale, vor allem a, u und i, können lang und kurz auftreten, die langen Vokale sind in der Regel betont. ɪ und ʊ sind die unbetonten Gegenstücke zu i bzw. u. ɨ, e, æ, o und ɞ sind relativ selten. Der phonemische Status dieser Vokale ist nicht vollständig geklärt. Zu den einfachen Vokalen kommen zahlreiche Diphthonge: æe, æi, aɛ, ai, aː(i), aɔ, au, aʉ, aːʉ, ei, ɛʉ, ɔʉ, ɵi sowie ɵʉ.